# Xylophanes resta
Xylophanes resta là một loài bướm đêm thuộc họ Sphingidae. Nó được tìm thấy ở Venezuela phía nam đến Peru và Bolivia.
Chiều dài cánh trước là 36–41 mm. Nó giống giữa Xylophanes aristor và Xylophanes tersa. 
Con trưởng thành có thể bay quanh năm.

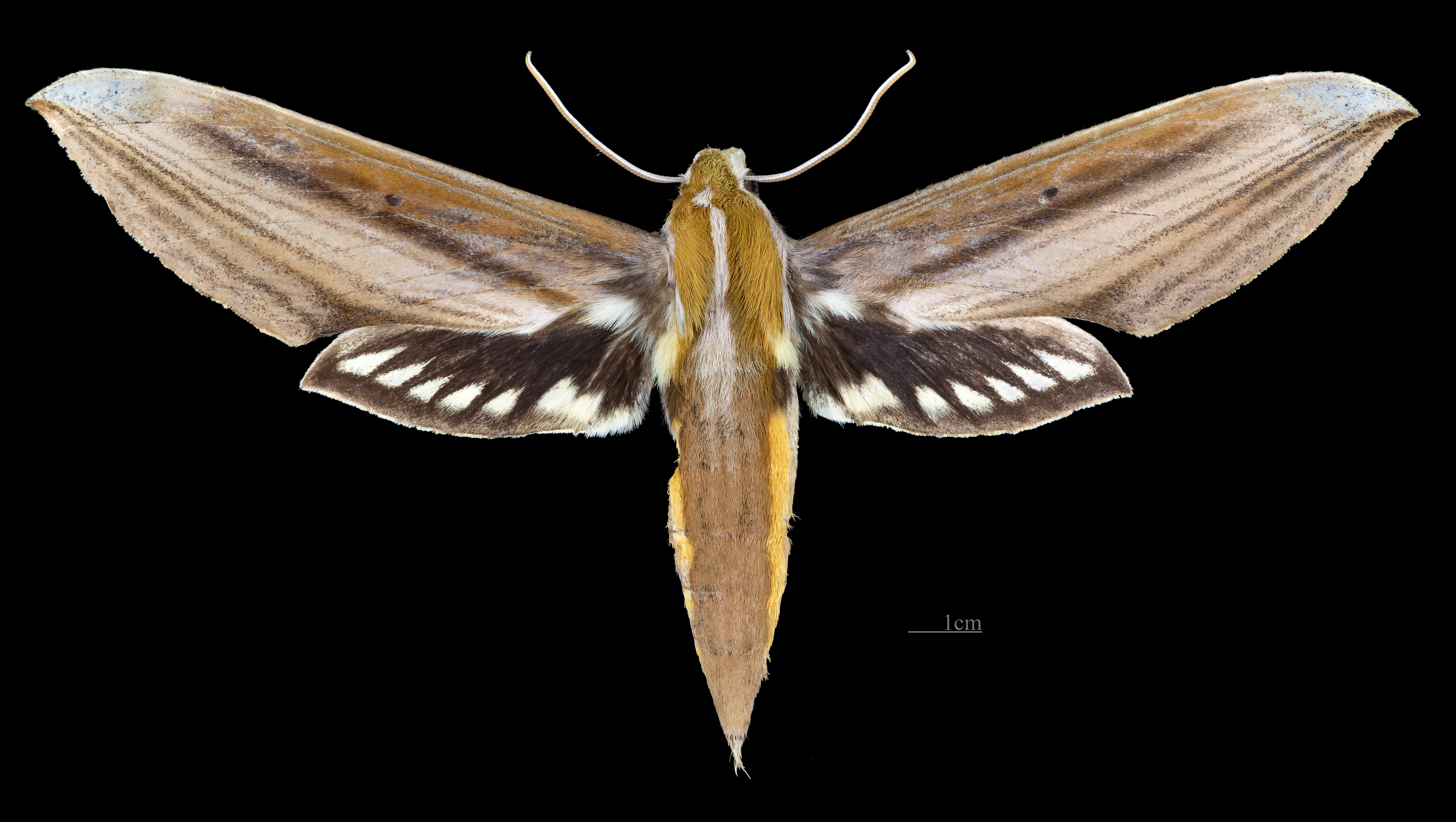
Xylophanes resta ♀
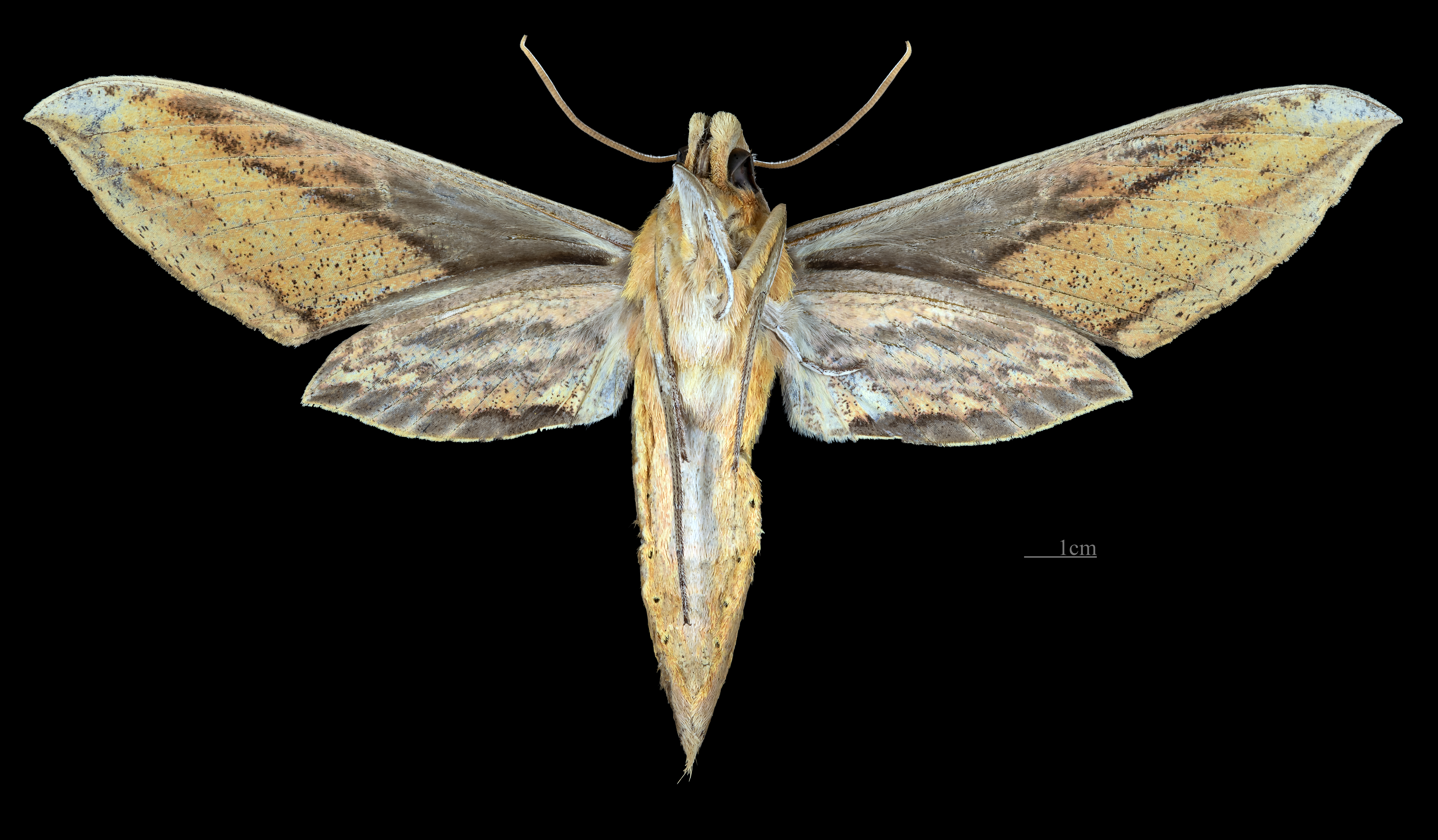
Xylophanes resta ♀ △

Ấu trùng có thể ăn các loài Rubiaceae và Malvaceae.